# Metilénciklopropén
A 3-metilénciklopropén telítetlen gyűrűs szénhidrogén, a ciklopropén származéka, képlete C4H4. Könnyen dimerizálódik vagy polimerizálódik, de a ciklobutadiénnél stabilabb.

## Fordítás
Ez a szócikk részben vagy egészben a Methylenecyclopropene című angol Wikipédia-szócikk ezen változatának fordításán alapul.  Az eredeti cikk szerkesztőit annak laptörténete sorolja fel. Ez a jelzés csupán a megfogalmazás eredetét és a szerzői jogokat jelzi, nem szolgál a cikkben szereplő információk forrásmegjelöléseként.